# Bulbophyllum rhodoleucum
Bulbophyllum rhodoleucum är en orkidéart som beskrevs av Rudolf Schlechter. Bulbophyllum rhodoleucum ingår i släktet Bulbophyllum och familjen orkidéer. Inga underarter finns listade i Catalogue of Life.